# Chandler (nome)
Chandler  è un nome proprio di persona inglese maschile.

## Origine e diffusione
Riprende il cognome inglese Chandler; si tratta di un cognome di origine occupazionale, risalente al medio inglese (e in ultimo al francese antico), il cui significato è "venditore di candele".

## Onomastico
Il nome è adespota, ossia privo di santo patrono, quindi l'onomastico può essere festeggiato il 1º novembre, festa di Ognissanti.

## Persone

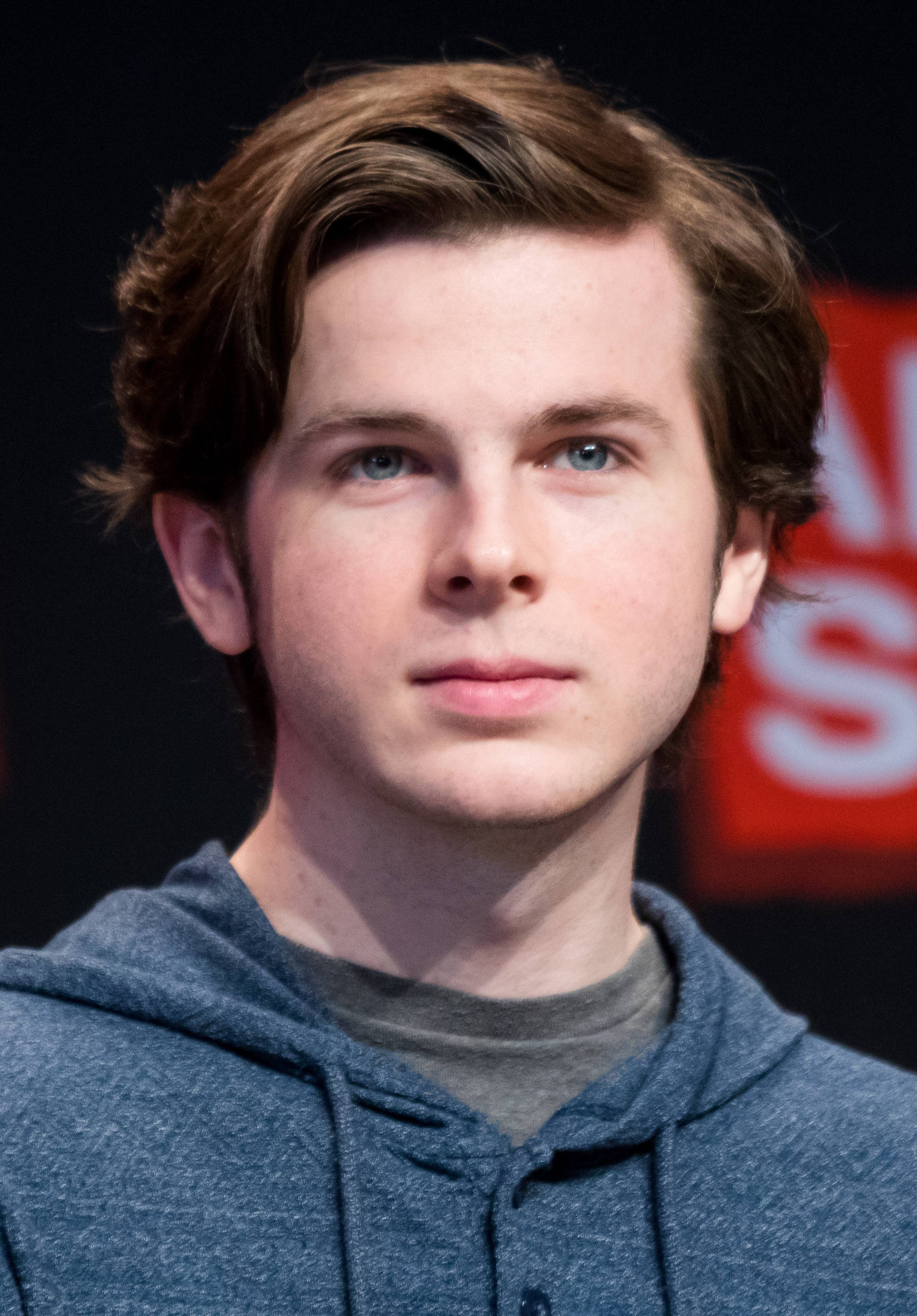
Chandler Riggs

- Chandler Burr, scrittore, giornalista e curatore museale statunitense
- Chandler Canterbury, attore statunitense
- Chandler Catanzaro, giocatore di football americano statunitense
- Chandler Egan, golfista e architetto statunitense
- Chandler House, montatore e attore statunitense
- Chandler Jones, giocatore di football americano statunitense
- Chandler Massey, attore statunitense
- Chandler Parsons, cestista statunitense
- Chandler Riggs, attore statunitense
- Chandler Thompson, cestista statunitense

## Il nome nelle arti
- Chandler Bing è un personaggio della serie televisiva Friends.